# Pi
π (czyt. pi), ludolfina, stała Archimedesa – stosunek obwodu koła (czyli długości okręgu) do długości jego średnicy; stosunek ten jest niezależny od wielkości koła, bowiem wszystkie koła są do siebie podobne. Liczba π nazywana jest czasami stałą Archimedesa w uznaniu zasług Archimedesa z Syrakuz, który jako pierwszy badał własności i znaczenie w matematyce tej liczby; określenie ludolfina pochodzi od Ludolpha van Ceulena, który zyskał sławę, przedstawiając tę liczbę z dokładnością do 35 miejsc po przecinku. Grecy nie używali symbolu π – wprowadził go dopiero William Jones, a spopularyzował Leonhard Euler.

Jeśli średnica koła = 1, jego obwód wynosi π

Liczba π z dokładnością do 225 miejsc po przecinku:
π ≈ 3,141592 653589 793238 462643 383279 502884 197169 399375 105820 974944 592307 816406 286208 998628 034825 342117 067982 148086 513282 306647 093844 609550 582231 725359 408128 481117 450284 102701 938521 105559 644622 948954 930381 964428 810975 665933 446128 475.
W praktyce korzysta się z przybliżonych wartości {\displaystyle 3{,}14,} rzadziej z przybliżeń dokładniejszych: 3,141592 albo w postaci ułamków zwykłych np. {\displaystyle {\tfrac {22}{7}}} lub {\displaystyle {\tfrac {355}{113}}.}
Liczba π jest stałą matematyczną, która pojawia się w wielu działach matematyki i fizyki.
Pojawia się w geometrii (np. we wzorach na pole koła oraz na pole powierzchni i objętość brył obrotowych), w analizie matematycznej (np. w wielu sumach szeregów liczbowych), we wzorze całkowym Cauchy’ego. Analiza matematyczna dostarcza wielu metod obliczania jej przybliżeń z dowolną dokładnością.

## Oznaczenia liczbyπ

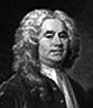
W. Jones

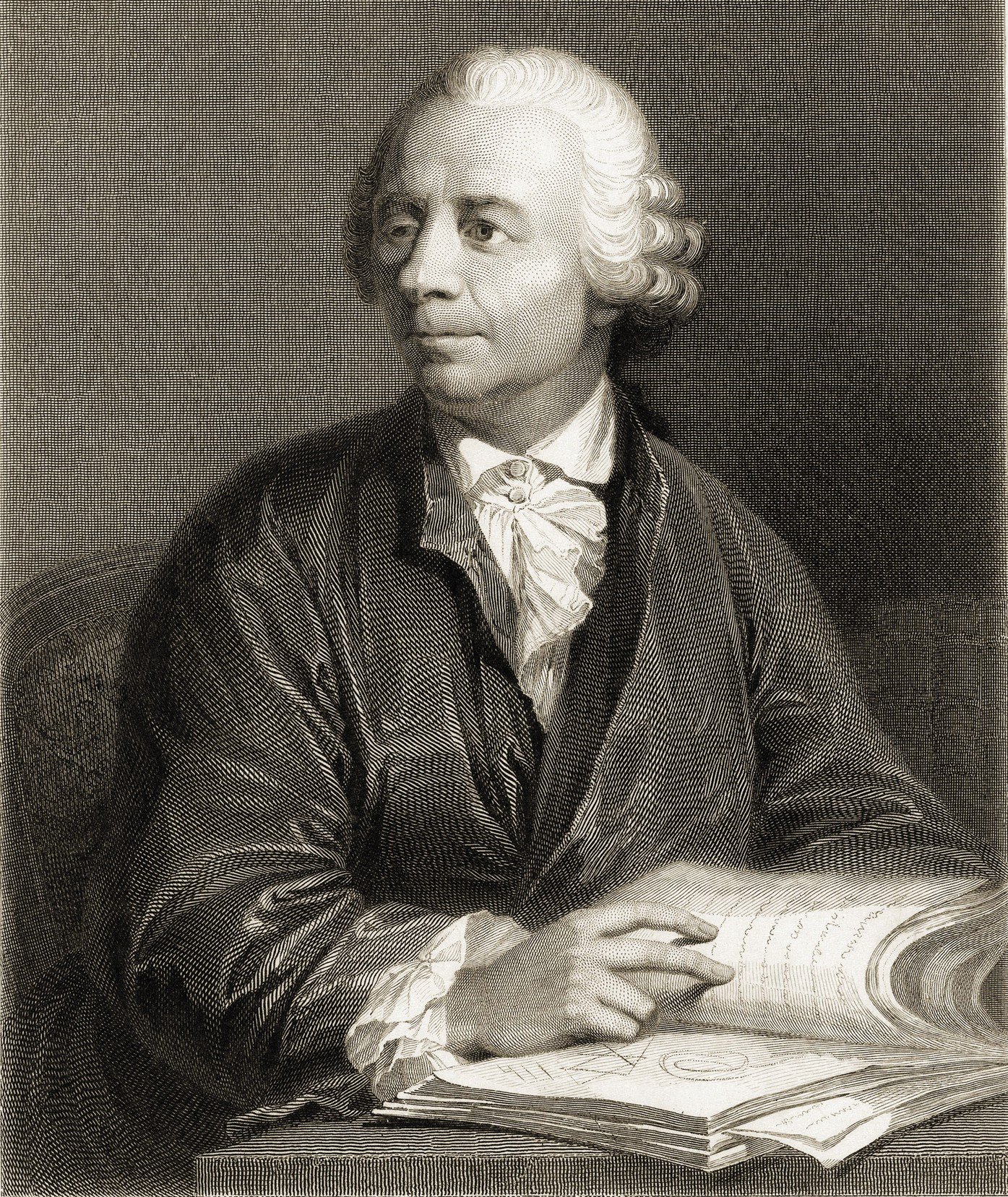
L. Euler

Symbol π wprowadził walijski matematyk i pisarz William Jones w monografii Synopsis Palmariorum Matheseos w 1706. π jest pierwszą literą greckiego słowa περίμετρον – perimetron, czyli obwód.
Oznaczenie π można znaleźć także w pracach matematyków Williama Oughtreda, Isaaca Barrowa i Davida Gregory’ego.
Ale jeszcze w 1734 r. Leonhard Euler w dziele De summis serierum reciprocarum używa oznaczenia {\displaystyle p;,} używa też tego oznaczenia w napisanym już po wydaniu Analizy liście do Jamesa Stirlinga z 16 kwietnia 1738 r.
Podobnie Johann Bernoulli w liście napisanym do Eulera w 1739 r. używa oznaczenia {\displaystyle c} dla liczby π, jednak już w następnym liście do Eulera, z początku roku 1740, stosuje on oznaczenie π.
Ostatecznie uznanie dla oznaczenia π nastąpiło po wydaniu przez Eulera w 1737 roku dzieła Analiza. Euler używał tego oznaczenia również w Introductio in Analysin Infinitorum (1748). Prawdopodobnie znaczący wpływ na popularyzację symbolu π miało jego pojawienie się w Mathematical Tables (1742) Henry’ego Sherwina.

## Niektóre wzory zawierająceπ

### Wgeometrii
- {\displaystyle \pi r^{2}} – pole koła o promieniu {\displaystyle r}
- {\displaystyle 2\pi r} – obwód okręgu o promieniu {\displaystyle r}
- {\displaystyle ab\pi } – pole elipsy o półosiach równych {\displaystyle a} i {\displaystyle b}
- {\displaystyle {\tfrac {4}{3}}\pi r^{3}} – objętość kuli o promieniu {\displaystyle r}
- {\displaystyle 4\pi r^{2}} – powierzchnia kuli o promieniu {\displaystyle r}
- {\displaystyle \pi r^{2}H} – objętość walca o wysokości {\displaystyle H} i promieniu podstawy {\displaystyle r}
- Miara łukowa kąta półpełnego równa jest π radianów

### Wanalizie matematycznej
- {\displaystyle \zeta (2)={\frac {1}{1^{2}}}+{\frac {1}{2^{2}}}+{\frac {1}{3^{2}}}+{\frac {1}{4^{2}}}+\ldots ={\frac {\pi ^{2}}{6}}} (Euler), {\displaystyle {}\quad \zeta (4)={\frac {\pi ^{4}}{90}}}
- {\displaystyle {}\,\int \limits _{-\infty }^{\ \infty }e^{-x^{2}}dx={\sqrt {\pi }}} (rozkład normalny)
- {\displaystyle n!\approx {\sqrt {2\pi n}}\left({\frac {n}{e}}\right)^{n}} (wzór Stirlinga)
- {\displaystyle e^{\pi i}+1=0} (wzór Eulera)
- {\displaystyle \int \limits _{0}^{\ 1}{\frac {1}{1+x^{2}}}\,dx={\frac {\pi }{4}},\quad \int \limits _{-1}^{\ 1}{\sqrt {1-x^{2}}}\,dx={\frac {\pi }{2}},\quad \int \limits _{-1}^{\ 1}{\frac {dx}{\sqrt {1-x^{2}}}}=\pi }

druga z powyższych całek służy do obliczania powierzchni górnego półkoła jednostkowego, trzecia do obliczania długości górnego półokręgu jednostkowego.

### Wteorii liczb
- Prawdopodobieństwo tego, że dwie losowo wybrane liczby całkowite są liczbami względnie pierwszymi wynosi {\displaystyle {\tfrac {6}{\pi ^{2}}}.}
- Średnia liczba sposobów na zapisanie liczby naturalnej jako sumy dwóch kwadratów liczb naturalnych, wynosi {\displaystyle {\tfrac {\pi }{4}}.}

W powyższych przypadkach prawdopodobieństwo i średnią rozpatruje się w sensie granicznym. Na przykład rozważamy prawdopodobieństwo dla zbioru liczb {\displaystyle \{1,2,3,\dots ,N\},} a następnie obliczamy granicę przy {\displaystyle N} dążącym do nieskończoności.

### Wfizyce
- zasada nieoznaczoności Heisenberga,
{\displaystyle \Delta x\Delta p\geqslant {\frac {h}{4\pi }},\quad \Delta E\Delta t\geqslant {\frac {h}{4\pi }}}
- równanie pola grawitacyjnego ogólnej teorii względności,
{\displaystyle G_{\mu \nu }={\frac {8\pi G}{c^{4}}}T_{\mu \nu }}

### Często występujące przekształceniaπ
{\displaystyle \pi ^{2}=9{,}869\,604\,401\,089\,358\,618\,834\,490\,999\,876\,2\dots }
{\displaystyle \pi ^{3}=31{,}006\,276\,680\,299\,820\,175\,476\,315\,067\,101\dots }
{\displaystyle {\sqrt {\pi }}=1{,}772\,453\,850\,905\,516\,027\,298\,167\,483\,341\,1\dots }

### Rozwinięcieπwułamek łańcuchowy
{\displaystyle \pi =[3;7,15,1,292,1,1,1,2,1,3,1,14,2,1,1,2,2,2,2,1,\dots ]}
Kilka początkowych reduktów tego ułamka:
{\displaystyle {\frac {3}{1}},\;{\frac {22}{7}},\;{\frac {333}{106}},\;{\frac {355}{113}},\;{\frac {103993}{33102}},\;{\frac {104348}{33215}},\dots }
Każdy z powyższych ułamków ma tę własność, że najlepiej przybliża liczbę π spośród wszystkich ułamków o mianownikach nie większych od danego. Ponadto błąd bezwzględny tego przybliżenia jest mniejszy niż odwrotność kwadratu mianownika, np.
{\displaystyle \left|\pi -{\frac {333}{106}}\right|<{\frac {1}{106^{2}}}.}
Redukt {\displaystyle {\tfrac {3}{1}}} był znany w najstarszych oszacowaniach liczby π, redukt {\displaystyle {\tfrac {22}{7}}} podał Archimedes.

## Własności liczbyπ
Z liczbą π ludzie zetknęli się już w starożytności. Podczas praktycznych zajęć (budownictwo, rolnictwo, gospodarstwo domowe itp.) zauważyli, że stosunek obwodu koła do jego średnicy jest wartością stałą. Pierwsze źródła dowodzące świadomego korzystania z własności liczby π pochodzą ze starożytnego Babilonu.
Podejście starożytnych uczonych do matematyki, w szczególności do liczby π, było ściśle użytkowe, nie stosowano właściwie żadnej abstrakcji, a reguły matematyczne opisywane były prostymi przykładami użytkowymi, niezbędnymi w architekturze czy księgowości.

### Wyniki Archimedesa

Metoda aproksymacji liczby π zaproponowana przez Archimedesa

Archimedes (III w. p.n.e.) był pierwszym matematykiem badającym liczbę π i jej znaczenie w matematyce.
Przede wszystkim znalazł metodę szacowania długości okręgu. W tym celu rozważał ciąg wielokątów foremnych opisanych na okręgu i wpisanych w okrąg. Opierając się na wprowadzonych w swoim dziele „O kuli i walcu” postulatach, wywiódł, że im więcej boków ma wielokąt foremny wpisany/opisany, tym jego obwód jest bliższy długości okręgu. Dawało to możliwość szacowania długości okręgu z dowolną dokładnością.
Przejście graniczne w tej konstrukcji opierało się na tym, co już wiedziano od czasów Eudoksosa, że dwie wielkości dowolnie bliskie sobie są równe. W dzisiejszym języku oznacza to analizę dwóch ciągów i ich granic: rosnącego ciągu obwodów wielokątów foremnych wpisanych {\displaystyle a_{n}=2n\sin {\tfrac {\pi }{n}}} oraz malejącego ciągu obwodów wielokątów foremnych opisanych {\displaystyle b_{n}=2n\operatorname {tg} {\tfrac {\pi }{n}}.} Dla tych ciągów zachodzą łatwe do stwierdzenia zależności:
{\displaystyle a_{n}<2\pi <b_{n}} oraz {\displaystyle \lim \limits _{n\to \infty }a_{n}=\lim \limits _{n\to \infty }b_{n}.}
Wprawdzie przy użyciu ówczesnej aparatury rachunkowej metoda ta praktycznie nie nadawała się do wyznaczania przybliżeń liczby π, jasno jednak pokazała, że π jest granicą pewnych ciągów wielkości konstruowalnych (w sensie konstrukcji klasycznych).
W pracach „O wymierzaniu koła” i „O kuli i walcu” wykazał, że π jest w istocie „stałą uniwersalną” geometrii w następującym sensie.
Stosunek obwodu koła do jego średnicy jest stały, ten stosunek jest właśnie liczbą π. Podobnie stałe są stosunek pola powierzchni koła do kwadratu jego promienia, stosunek objętości walca i stożka do iloczynu wysokości i kwadratu promienia podstawy, stosunek powierzchni kuli do kwadratu jej promienia, stosunek objętości kuli do sześcianu jej promienia. Archimedes udowodnił, że dla wszystkich powyższych brył obrotowych stosunki te są współmierne i w każdym z nich pojawia się ta sama stała π.
Stosując opracowaną przez Eudoksosa i rozwiniętą przez siebie metodę wyczerpywania, udowodnił m.in., że
- pole koła jest równe polu trójkąta prostokątnego, którego przyprostokątnymi są promień koła i rektyfikacja brzegu koła (czyli odpowiedniego okręgu),
- objętość walca jest równa objętości graniastosłupa prostego trójkątnego, w którym z jednego z wierzchołków wychodzą trzy wzajemnie prostopadłe krawędzie o długościach równych wysokości walca, promieniowi podstawy walca i rektyfikacji brzegu podstawy walca,
- objętość stożka jest równa {\displaystyle {\tfrac {1}{3}}} objętości walca opisanego na stożku.

Stosując stworzoną przez siebie metodę sum całkowych, udowodnił także, że
- pole powierzchni kuli jest równe polu powierzchni bocznej walca opisanego na tej kuli,
- objętość kuli jest równa objętości walca opisanego na tej kuli, z którego wydrążono dwa stożki stykające się swoimi wierzchołkami i których podstawy pokrywają się z podstawami walca.

W dzisiejszym języku oznacza to wyprowadzenie przez Archimedesa wzorów na pola powierzchni i objętości wyżej omówionych brył. Dzisiaj oczywiście do tego służy rachunek całkowy. Współczesną kontynuacją powyższych wyników Archimedesa są wzory na pole powierzchni i objętość n-wymiarowej hiperkuli, w których to wzorach także pojawia się liczba π w odpowiednich potęgach.

### Niewymierność
Liczba π jest niewymierna, czyli nie da się jej przedstawić w postaci ilorazu dwóch liczb całkowitych. Pierwszy dowód tej własności podał w 1761 roku Johann Heinrich Lambert, wykorzystując rozwinięcie funkcji {\displaystyle \operatorname {tg} x} w ułamek łańcuchowy:
|  |  | {\displaystyle \operatorname {tg} {x}={\cfrac {x}{1-{\cfrac {x^{2}}{3-{\cfrac {x^{2}}{5-{\cfrac {x^{2}}{\ddots }}}}}}}}}. |

Większość podręczników prezentuje jednak inne dowody niewymierności {\displaystyle \pi ,} między innymi oparte na późniejszym pomyśle Hermite’a.
Dowód niewymierności
Niech {\displaystyle \pi ={\tfrac {p}{q}}} dla pewnych dodatnich liczb naturalnych {\displaystyle p} i {\displaystyle q.}
Niech dla liczby naturalnej {\displaystyle n} dane będą wielomiany
{\displaystyle f_{n}(x)={\frac {x^{n}(p-qx)^{n}}{n!}}}
oraz
{\displaystyle F_{n}(x)=f(x)-f^{(2)}(x)+\ldots +(-1)^{n}f^{(2n)}(x),}
gdzie {\displaystyle f_{n}^{(k)}(x)} oznacza {\displaystyle k}-tą pochodną {\displaystyle f_{n}(x).}
Ponieważ wielomian {\displaystyle n!f_{n}(x)} ma współczynniki całkowite oraz stopień równy {\displaystyle 2n,} wszystkie pochodne {\displaystyle f_{n}^{(i)}} mają w {\displaystyle x=0} wartości całkowite. Także dla {\displaystyle x=\pi } wartości te są całkowite, gdyż {\displaystyle f(x)=f({\tfrac {p}{q}}-x).}
Ponieważ
{\displaystyle {\begin{aligned}{\tfrac {\operatorname {d} }{\operatorname {d} \!x}}(F_{n}'(x)\sin x-F_{n}(x)\cos x)&=F_{n}''(x)\sin x+F_{n}'(x)\cos x-F_{n}'(x)\cos x+F_{n}(x)\sin x\\&=F_{n}''(x)\sin x+F_{n}(x)\sin x=f_{n}(x)\sin x,\end{aligned}}}
to
{\displaystyle I_{n}=\int \limits _{0}^{\pi }f_{n}(x)\sin x\,\operatorname {d} \!x={\Bigl [}F_{n}'(x)\sin x-F_{n}(x)\cos x{\Bigr ]}_{0}^{\pi }=F_{n}(\pi )+F_{n}(0).}
Ponieważ liczby {\displaystyle f_{n}^{(i)}(0)} i {\displaystyle f_{n}^{(i)}(\pi )} są całkowite, całkowita jest więc wartość {\displaystyle F_{n}(\pi )+F_{n}(0).} Z drugiej strony, dla {\displaystyle 0<x<\pi } zachodzi oszacowanie
{\displaystyle 0<f_{n}(x)\sin x<{\frac {\pi ^{n}p^{n}}{n!}}.}
Z dowolności {\displaystyle n} i powyższego oszacowania, całka {\displaystyle I_{n}} jest dowolnie mała, co prowadzi do sprzeczności.

### Przestępność

Przybliżona konstrukcja Kochańskiego

Liczba π jest liczbą przestępną, co w 1882 roku wykazał Ferdinand Lindemann. Oznacza to, że nie istnieje wielomian o współczynnikach wymiernych, którego π jest pierwiastkiem. W rezultacie nie jest możliwe przedstawić π w postaci wyrażenia zawierającego skończoną liczbę działań arytmetycznych i pierwiastków na liczbach całkowitych.
Przestępność liczby π oznacza, że niemożliwa jest kwadratura koła, czyli klasyczna konstrukcja (linijką i cyrklem) kwadratu o powierzchni równej powierzchni danego koła, gdyż współrzędne wszystkich punktów, które mogą być skonstruowane w taki sposób, należą do zbioru liczb nazywanych liczbami algebraicznymi. Konstrukcja klasyczna pozwala jedynie znaleźć rozwiązania przybliżone (tzw. konstrukcje przybliżone). Powiązanym, również niemożliwym do rozwiązania problemem, jest problem rektyfikacji okręgu, do którego również istnieją konstrukcje przybliżone, z których za jedną z najprostszych uchodzi konstrukcja Adama Adamandego Kochańskiego.

## Historia obliczeń wartościπ

### Przybliżanie liczbyπw starożytności
Babilończycy uważali, że obwód koła niewiele różni się od obwodu sześciokąta wpisanego w niego i przyjmowali {\displaystyle \pi \approx 3,} Świadczą o tym niemal wszystkie teksty utrwalone na glinianych tabliczkach i poruszające te problemy. Tylko jedna tabliczka (datowana na lata 1900–1680 p.n.e.) zawiera obliczenia sugerujące stosowanie przybliżenia {\displaystyle \pi \approx 3{\tfrac {1}{8}}=3{,}125.}
Na pochodzącym sprzed 1650 r. p.n.e. egipskim papirusie Rhinda, autorstwa królewskiego skryby (według niektórych źródeł tylko kopisty oryginału) Ahmesa, zatytułowanym Wprowadzenie do wiedzy o wszystkich istniejących rzeczach można znaleźć rozwiązania zadań matematycznych zawierające m.in. odniesienia do wartości liczby π, przybliżanej wartością {\displaystyle {\tfrac {4^{4}}{3^{4}}}=3{,}1604\dots }
W biblijnej Drugiej Księdze Kronik (Biblia Tysiąclecia, rozdział 4, werset 2) pochodzące z V–IV w. p.n.e. można znaleźć słowa:
Następnie sporządził odlew okrągłego „morza” o średnicy dziesięciu łokci, o wysokości pięciu łokci i o obwodzie trzydziestu łokci.
Wynika z nich, że w Starym Testamencie, podobnie jak w źródłach babilońskich, przyjmowano oszacowanie {\displaystyle \pi \approx 3.}
Archimedes w III w. p.n.e. oszacował liczbę π z dokładnością do dwóch miejsc po przecinku. Użył do tego metody bazującej na zależnościach geometrycznych, metody pozwalającą oszacowywać π z (teoretycznie) dowolną dokładnością, przez następne wieki była metodą najlepszą, często niezależnie od prac Archimedesa wykorzystywaną przez późniejszych matematyków. Wynikiem jego pracy było podanie przedziału, w jakim mieści się liczba π: {\displaystyle \pi \in \left(3{\tfrac {10}{71}};3{\tfrac {1}{7}}\right).} Archimedes uzyskał ten wynik, wyznaczając długości boków dwóch 96-kątów foremnych – opisanego na okręgu i wpisanego w ten sam okrąg. Następnie obliczył średnią arytmetyczną obwodów tych wielokątów, otrzymując przybliżenie długości okręgu. Obliczenia były bardzo żmudne i czasochłonne. Mimo wielkich wysiłków Archimedesowi nie udało się dokonać analogicznych obliczeń dla 192-kątów, co pozwoliłoby mu wyznaczyć wartość ludolfiny z jeszcze większą dokładnością.

### Przybliżanie liczbyπw średniowieczu
Liu Hui, chiński matematyk żyjący w III wieku naszej ery, metodą Archimedesa dla wieloboków o 3072 bokach ustalił przybliżoną wartość liczby π na 3,1415.
Zu Chongzhi, chiński cesarski astronom około 500 roku n.e. podał dwa przybliżenia liczby π – wcześniejsze – {\displaystyle \pi \approx {\tfrac {22}{7}},} oraz późniejsze, wynoszące {\displaystyle {\tfrac {355}{113}},} które do XV wieku było najlepszym znanym ludzkości przybliżeniem wartości liczby π (na szczególną uwagę zasługuje łatwość jego zapamiętania: 11-33-55). Wartości te zanotowano w pochodzących z tego okresu kronikach dworskich. Użył on metody Archimedesa, lecz najprawdopodobniej nie miał dostępu do jego prac.
Brahmagupta, hinduski matematyk, sto lat później (około 600 r.n.e.), podał inne przybliżenie wartości π – {\displaystyle {\sqrt {10}}\approx 3{,}162\dots ,} stosując własności 12, 24, 48 i 96-boków, których długości obwodów wynosiły odpowiednio
{\displaystyle {\sqrt {9{,}56}},{\sqrt {9{,}81}},{\sqrt {9{,}86}},{\sqrt {9{,}87}}.}
W rzeczywistości
{\displaystyle \pi ^{2}\approx 9{,}8696.}
W 1400 roku hinduski matematyk Madhava jako pierwszy w historii do obliczenia wartości π użył ciągów nieskończonych. W istocie odkrył on wzór, do którego Leibniz i Gregory (autorstwo przypisuje się obu) doszli w 1674. Natomiast pierwszym z Europejczyków, który użył metody aproksymacji π przy pomocy ciągów nieskończonych był John Wallis, który w 1656 roku w dziele Arithmetica infinitorum podał bardzo zgrabny – aczkolwiek niezbyt użyteczny – wzór na π. Od tego czasu do obliczania wartości π zaczęto używać ciągów nieskończonych – zazwyczaj przy pomocy rozwinięcia funkcji arcus sinus lub arcus tangens w szereg potęgowy.
Ludolph van Ceulen, stosując jeszcze metodę Archimedesa, obliczył wartość π z dokładnością do 20 miejsc po przecinku i opublikował wynik w dziele Van den Circkel (1596). Według biografów Ceulen większość swojego życia poświęcił próbom coraz lepszego przybliżenia π, zwanej niekiedy od jego imienia Ludolfiną, pod koniec życia podając π z dokładnością do 35 miejsc po przecinku (użył do tego wieloboku o {\displaystyle 2^{62}} bokach) – wartość ta została wyryta na jego płycie nagrobkowej.

### Przybliżanie liczbyπw czasach nowożytnych
Z biegiem lat uzyskiwano coraz lepsze przybliżenia wartości π sięgające kilkuset miejsc po przecinku. W 1853 William Rutherford podał liczbę Pi z dokładnością 440 miejsc po przecinku. Rekordzistą w ręcznych obliczeniach liczby Pi jest William Shanks, któremu w 1874 udało się uzyskać 707 miejsc po przecinku. Zajęło mu to 15 lat. Później okazało się, że 180 ostatnich cyfr obliczył błędnie (wynik, który uznano za prawidłowy uwzględnia 527 miejsc po przecinku). W 1946 roku Ferguson podał wartość π do 620. miejsca po przecinku. W końcowych obliczeniach wspomagał się już kalkulatorem. Od 1949, kiedy to przy pomocy komputera ENIAC obliczono 2038 miejsc po przecinku, dokładniejsze aproksymacje liczby π uzyskiwano już tylko przy użyciu komputerów. We wrześniu 1999 roku obliczono π z dokładnością 2,0615·1011 miejsc po przecinku. Dokonał tego Takahasi przy pomocy komputera Hitachi SR8000.
31 grudnia 2009 r. Fabrice Bellard ogłosił, że udało mu się obliczyć π z dokładnością do 2700 miliardów cyfr. Obliczenia ze sprawdzeniem zajęły 131 dni, do obliczeń użyto komputera z procesorem Intel Core i7 (2,93 GHz) i 6 GB RAM. Sam zapis binarny liczby zajmuje około 1,12 TB.
W październiku 2011 Alexander J. Yee i Shigeru Kondo uzyskali dokładność ok. 10 bilionów (1013) miejsc po przecinku. Obliczenia zajęły 371 dni.
W październiku 2014 anonimowa osoba o nicku houkouonchi uzyskała dokładność ok. 13,3 biliona miejsc po przecinku. Obliczenia zajęły 208 dni, a sprawdzanie 182 godziny.
W listopadzie 2016 Peter Trueb uzyskał dokładność ok. 22,5 biliona miejsc po przecinku przy pomocy programu y-cruncher. Obliczenia zajęły 105 dni, a sama liczba zajęła ok. 120 TB miejsca.
W styczniu 2020 Timothy Mullican uzyskał dokładność 50 bilionów miejsc po przecinku przy pomocy programu y-cruncher. Obliczenia zajęły 303 dni, a sama liczba zajęła ok. 281 TB miejsca.
Niezależnie od algorytmów znajdujących coraz lepsze przybliżenia liczby pi opracowano metody obliczania pojedynczych bardzo odległych cyfr w rozwinięciu dziesiętnym liczby pi. Np. w roku 2010 obliczono cyfrę będącą na 2 000 000 000 000 000 miejscu po przecinku w rozwinięciu dziesiętnym liczby pi i wynosi ona zero. Obliczenia trwały 23 dni na 1000 maszynach.

## Wzory do obliczania liczbyπ

### Wzory wolno zbieżne
Poniższe metody są wolno zbieżne
- François Viète, 1593:

{\displaystyle {\frac {2}{\pi }}={\frac {\sqrt {2}}{2}}\cdot {\frac {\sqrt {2+{\sqrt {2}}}}{2}}\cdot {\frac {\sqrt {2+{\sqrt {2+{\sqrt {2}}}}}}{2}}\cdot \ldots }
- szereg Leibniza – Gottfried Wilhelm Leibniz[14]:

{\displaystyle {\frac {\pi }{4}}=\sum _{n=0}^{\infty }{\frac {(-1)^{n}}{2n+1}}={\frac {1}{1}}-{\frac {1}{3}}+{\frac {1}{5}}-{\frac {1}{7}}+{\frac {1}{9}}-\ldots }
- rozwiązanie problemu bazylejskiego – Leonhard Euler, 1735:

{\displaystyle {\frac {\pi ^{2}}{6}}=\sum _{k=1}^{\infty }{\frac {1}{k^{2}}}={\frac {1}{1}}+{\frac {1}{4}}+{\frac {1}{9}}+{\frac {1}{16}}+...}
- wzór Wallisa – John Wallis, 1655:

{\displaystyle {\frac {\pi }{2}}=\prod \limits _{n=1}^{\infty }{\frac {2n}{2n-1}}\cdot {\frac {2n}{2n+1}}={\frac {2}{1}}\cdot {\frac {2}{3}}\cdot {\frac {4}{3}}\cdot {\frac {4}{5}}\cdot {\frac {6}{5}}\cdot {\frac {6}{7}}\cdot {\frac {8}{7}}\cdot {\frac {8}{9}}\ldots }

### Wzory szybko zbieżne

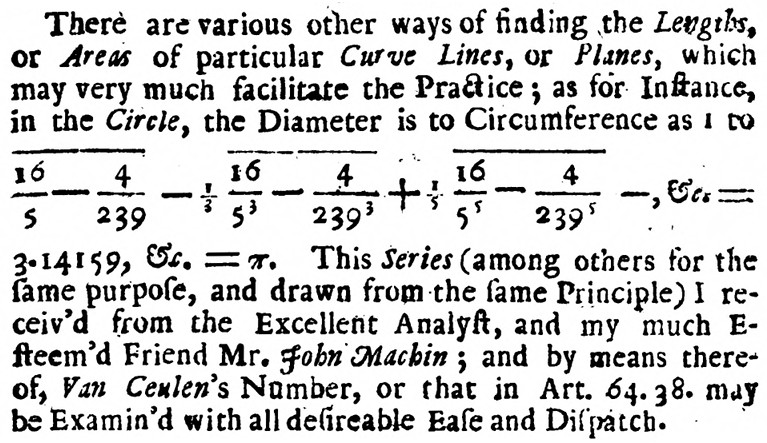
Synopsis palmariorum mathesos, fragment

Do szybkich obliczeń komputerowych stosuje się przybliżenie wynikające z tożsamości:
{\displaystyle {\frac {\pi }{4}}=4\operatorname {arctg} {\frac {1}{5}}-\operatorname {arctg} {\frac {1}{239}}}
Funkcję arcus tangens należy rozwinąć w szereg Taylora. Twórcą tej formuły jest angielski matematyk John Machin (1680–1751).
Szybko zbieżne formuły postaci: {\displaystyle {\tfrac {\pi }{4}}=\sum \limits _{n}^{N}a_{n}\operatorname {arctg} {\tfrac {1}{b_{n}}}} podały również inne osoby, m.in.:
- S. Klingenstierna (1730):

{\displaystyle {\frac {\pi }{4}}=8\operatorname {arctg} {\frac {1}{10}}-\operatorname {arctg} {\frac {1}{239}}-4\operatorname {arctg} {\frac {1}{515}}}
- F.C.W. Störmer (1896):

{\displaystyle {\frac {\pi }{4}}=44\operatorname {arctg} {\frac {1}{57}}+7\operatorname {arctg} {\frac {1}{239}}-12\operatorname {arctg} {\frac {1}{682}}+24\operatorname {arctg} {\frac {1}{12943}}}
- K. Takano (1982):

{\displaystyle {\frac {\pi }{4}}=12\operatorname {arctg} {\frac {1}{49}}+32\operatorname {arctg} {\frac {1}{57}}-5\operatorname {arctg} {\frac {1}{239}}+12\operatorname {arctg} {\frac {1}{110443}}}
Zbiór innych formuł typu zaproponowanego przez Machina można znaleźć np. na stronie „Numbers, constants and computation”.

### Inne metody
- Newton:

{\displaystyle {\frac {\pi }{2}}=\sum _{k=0}^{\infty }{\frac {k!}{(2k+1)!!}}=1+{\frac {1}{3}}\left(1+{\frac {2}{5}}\left(1+{\frac {3}{7}}\left(1+{\frac {4}{9}}(1+\ldots )\right)\right)\right)}
- Ramanujan:

{\displaystyle {\frac {1}{\pi }}={\frac {2{\sqrt {2}}}{9801}}\sum _{k=0}^{\infty }{\frac {(4k)!(1103+26390k)}{(k!)^{4}396^{4k}}}}
Wzór ten wyróżnia dokładność, która wzrasta 100 milionów razy wraz z dodaniem kolejnego składnika sumy.
- David Chudnovsky i Gregory Chudnovsky:

{\displaystyle {\frac {1}{\pi }}=12\sum _{k=0}^{\infty }{\frac {(-1)^{k}(6k)!(13591409+545140134k)}{(3k)!(k!)^{3}640320^{3k+3/2}}}}
- Bailey-Borwein-Plouffe (BBP, 1997)[17]

{\displaystyle \sum _{k=0}^{\infty }{\frac {1}{16^{k}}}\left({\frac {4}{8k+1}}-{\frac {2}{8k+4}}-{\frac {1}{8k+5}}-{\frac {1}{8k+6}}\right)=\pi }
Każdy składnik sumy jest równocześnie kolejną cyfrą szesnastkowego rozwinięcia liczby π, co pozwala na zrównoleglenie pracy np. na superkomputerach.

### Ułamki łańcuchowe
Istnieją także rozwinięcia w ułamki łańcuchowe:
- William Brouncker (ok. 1600)[18][19]

{\displaystyle 1+{\cfrac {1^{2}}{2+{\cfrac {3^{2}}{2+{\cfrac {5^{2}}{2+{\cfrac {7^{2}}{2+\ldots }}}}}}}}={\frac {4}{\pi }}}
- Leonhard Euler (ok. 1755)[18]

{\displaystyle 1+{\cfrac {2}{3+{\cfrac {1\cdot 3}{4+{\cfrac {3\cdot 5}{4+{\cfrac {5\cdot 7}{4+\ldots }}}}}}}}={\frac {\pi }{2}}}

### Szacowanie liczbyπprzy pomocy całek
Przy pomocy całki Riemanna można dowodzić szacowań liczby π przez pewne liczby wymierne. Jednym z przykładów jest zależność znaleziona przez Dalzella:
{\displaystyle 0<\int _{0}^{1}{\frac {x^{4}(1-x)^{4}}{1+x^{2}}}\,{\mbox{d}}x={\frac {22}{7}}-\pi ,}
z której wynika, że {\displaystyle {\tfrac {22}{7}}>\pi .} Zachodzi ponadto
{\displaystyle {\frac {1}{1260}}=\int _{0}^{1}{\frac {x^{4}(1-x)^{4}}{2}}\,{\mbox{d}}x<\int _{0}^{1}{\frac {x^{4}(1-x)^{4}}{1+x^{2}}}\,{\mbox{d}}x<\int _{0}^{1}{\frac {x^{4}(1-x)^{4}}{1}}\,{\mbox{d}}x={\frac {1}{630}},}
skąd wynika, iż
{\displaystyle {\frac {22}{7}}-{\frac {1}{630}}<\pi <{\frac {22}{7}}-{\frac {1}{1260}}.}
Długość krzywej sparametryzowanej wzorem {\displaystyle {\tfrac {\sin x}{\sqrt {2-2\cos x}}},} gdzie {\displaystyle x\in \langle 0,{\tfrac {\pi }{10^{n}}}\rangle ,} przy {\displaystyle n} dąży do nieskończoności, pomnożona razy {\displaystyle 10^{n}} daje
{\displaystyle \pi =\int _{0}^{\pi /10^{n}}{\frac {\sqrt {9-\cos x}}{2{\sqrt {2}}}}dx\cdot 10^{n}.}

## Kulturaπ
Liczba π ma swoich licznych wielbicieli. Obchodzą oni Dzień Liczby π (14 marca; amerykański sposób zapisu tej daty to „3/14”) oraz dzień aproksymacji π (22 lipca) (europejski sposób zapisu daty to „22/7”, od {\displaystyle {\tfrac {22}{7}}\approx 3{,}1428}).
Tworzone są też wierszyki i opowiadania, w których długość każdego kolejnego słowa jest równa kolejnej cyfrze w rozwinięciu dziesiętnym liczby π (zob. Pi-emat).
Niemcom w zapamiętaniu aproksymacji π uzyskanej przez van Ceulena może być pomocny wiersz napisany przez Clemensa Brentano, który jest przypuszczalnie pierwszym tego typu tekstem:
Nie, o Gott, o guter, verliehst Du meinem Hirne die Kraft mächtige Zahlreihn dauernd verkettet bis in die spaetere Zeit getreu zu merken. Drum hab ich Ludolph mir zu Lettern umgeprägt.
Nigdy, o dobry Boże, nie użyczysz mi mocy spamiętania po wsze czasy potężnego, ze sobą trwale sprzężonego szeregu cyfr. Dlatego przyswoiłem sobie ludolfinę w słowach. (przekład Witolda Rybczyńskiego)
Pierwszym polskim tekstem tego typu jest wiersz Kazimierza Cwojdzińskiego z 1930 roku, zamieszczony w październikowym wydaniu czasopisma „Parametr”, poświęconemu nauczaniu matematyki. Należy jednak pamiętać, że tekst powstał przed reformą ortografii z 1936 roku. Wtedy pisano „nie ma” w znaczeniu „nie posiada” i „niema” w znaczeniu „nie jest”.
Kuć i orać w dzień zawzięcie,
Bo plonów niema bez trudu!
Złocisty szczęścia okręcie,
Kołyszesz...
Kuć! My nie czekajmy cudu.
Robota to potęga ludu!
Rymowany wiersz, w którym liczba liter w kolejnych wyrazach odpowiada rozwinięciu dziesiętnemu liczby pi do 20 miejsca po przecinku:
Kto w mgłę i słotę wagarować ma ochotę?
Chyba ten który ogniście zakochany, odziany wytwornie
Gna do nóg Bogdanki paść kornie
Limeryk (limerypinoid) Marcina Orlińskiego wykorzystuje 26 miejsc po przecinku:
Jan C. Dors z Pucka (Pomorskie)
na omyłki takie jak „Dorsz” reagował wstrząsem.
Bluzgał, zapieniał się:
„Ja już odpocząć chcę!
Błagam! Ja jestem Dors, nic nie plączcie!”
Wiersz pozwala zapamiętać 32 cyfry składające się na liczbę pi:
Kto w mózg i głowę natłoczyć by chciał cyfer moc,
Ażeby liczenie ludolfiny trudnej spamiętać móc,
To nam zastąpić musi słówka te litery suma,
Tak one trwalej się do pamięci wszystkie wsuną.
Inne przykłady:
Jaś o kole z werwą dyskutuje
bo dobrze temat ten czuje
zastąpił ludolfinę słowami wierszyka
czy Ty już odgadłeś, skąd zmiana ta wynika?
Kto i bada i liczy,
Myśliciel to wielki.
Mylić się zwykł jednakże
Matematyk wszelki.
Oto i wiem i pomnę doskonale…
Kto z woli i myśli zapragnie Pi spisać cyfry, ten zdoła
Oto limeryk opublikowany kiedyś w miesięczniku „Delta”:
Raz w maju, w drugą niedzielę
Pi liczył cyfry pan Felek.
Pomnożył, wysumował,
Cyferki zanotował,
Ale ma ich niewiele...
Są nawet wiersze białe:
Źle w mgle i snach bolejącym do wiedzy progu iść.
Kolejny, dłuższy przykład, w formie inwokacji do bogini pamięci (myślnik po „pauza” zastępuje zero):
Daj, o pani, o boska Mnemozyno, pi liczbę, którą też zowią ponętnie Ludolfiną, pamięci przekazać tak, by jej dowolnie oraz szybko do pomocy użyć; gdy się problemu nie da inaczej rozwiązać, pauza – to zastąpić liczbami. Witold Rybczyński w miesięczniku „Problemy” (nr 8/1949)
Jest to wersja poprawiona. Pierwotnie tekst zawierał błąd „zadania” zamiast „problemu”, czyli 7 zamiast 8 na 27 miejscu.
Najbardziej znany przykład angielski jest autorstwa sir Jamesa Jeansa:
How I want a drink, alcoholic of course, after the heavy lectures involving quantum mechanics!
Jakże chciałbym się napić, czegoś mocnego oczywiście, po trudnych wykładach dotyczących mechaniki kwantowej!
Po francusku:
Que j’aime a faire apprendre un nombre utile aux sages. Immortel Archimede, artiste ingenieux, qui de ton ton jugement put prise la valeur! Pour moi ton problème eut de pareils avantages.
Po rosyjsku:
Раз и шутя, и скоро пожелаешь пи узнать число – так знаешь
Popularny jest także następujący wierszyk:
How I wish I could recollect Pi easily today!
Jakże bym chciał dzisiaj łatwo przypomnieć sobie Pi!
Popularny jest również polski wierszyk:
Był i jest, i wieki chwalonym ów będzie, który kół obwód średnicą wymierzył; sławcie Archimeda, aby ów mąż wszędzie imię sławne na zawsze jako syn Muz dzierżył.
Wśród polskich sposobów na mnemotechniczne zapamiętanie jest również okolicznościowy wierszyk, który powstał z okazji Mistrzostw Świata w Piłce Nożnej w Argentynie w 1978 roku
„Już i Lato i Deyna strzelili do bramki obcej dwa karne. Lubański dostrzegł mistrza Szarmacha, gdy on tak wypuścił cios szacha, że zdobyć musi cel gry, krzyknął Gol na Mundial Argentyna”. (30 cyfr po przecinku).
Liczba π była inspiracją wielu artystów i reżyserów. Darren Aronofsky poruszył jej temat w swoim filmie Pi. W literaturze Pi jest imieniem bohatera powieści Yanna Martela – Życie Pi oraz tematem jednego z wierszy Wisławy Szymborskiej.
Rozwinięcie binarne liczby π (jako zaszyfrowana informacja dotycząca sensu wszechświata) odgrywa kluczową rolę w zakończeniu znanej powieści s-f Kontakt Carla Sagana. Fascynacja π jako kluczem czy ważnym elementem „wiedzy tajemnej” bywa obecna w wielu paranaukowych czy ezoterycznych sektach i stowarzyszeniach, poczynając od XVIII w. W szczególności Bóg objawia swoje imię Mojżeszowi jako „Jestem, który jestem” w 3 rozdziale, 14 i 15 wierszu Księgi Wyjścia ({\displaystyle \pi \approx 3.1415\dots }).
W latach 80. XX w. w Polsce emitowany był telewizyjny program edukacyjny przeznaczony dla dzieci i młodzieży pt. Przybysze z Matplanety, w którym jednym z bohaterów był nieśmiały i tchórzliwy Pi.
Księga Guinnessa zawiera listę ludzi, którzy zapamiętali najwięcej cyfr liczby π. Aby ją zapamiętać, korzystają często z mnemotechniki GSP i pałacu pamięci. Światowy potwierdzony rekord w zapamiętaniu ciągu cyfr liczby π należy aktualnie do Hindusa Rajveera Meeny, który 21 marca 2015 roku podał ją z dokładnością do 70 tysięcy miejsc po przecinku. Według serwisu Pi World Ranking List, rekord ten w tym samym roku został pobity przez Hindusa Suresha Kumara Sharmę, który 21 października 2015 roku wyrecytował 70 030 cyfr rozwinięcia liczby π. Nieoficjalny światowy rekord należy do Japończyka Akiry Haraguchi, który w październiku 2006 roku podał ją z dokładnością do 100 tysięcy miejsc po przecinku, bijąc własny rekord 83 431 cyfr po przecinku z lipca 2005 roku. Starszy oficjalny rekord należał do Chińczyka Lu Chao, który powtórzył ponad 67 tysięcy znaków po przecinku.

## Upamiętnienie
W 2022 skrzyżowaniu ulic Konstruktorskiej i Suwak w dzielnicy Mokotów w Warszawie nadano nazwę  rondo Liczby π.